# Maurice Grau
Maurice Grau, né le 20 décembre 1849 à Brno et mort le 14 mars 1907 à Paris, est un imprésario lyrique américain d'origine morave.

## Biographie
Maurice Grau nait à Brno en 1849. Sa famille déménage aux États-Unis alors qu'il a cinq ans. Il fait des études de droit à l'Université Columbia de New York.
À partir de 1872, il devient codirecteur des tournées américaines du pianiste et compositeur russe Anton Rubinstein. L'année suivante, il crée la Kellogg Opera Company et contribue à faire venir Jacques Offenbach aux États-Unis.
En 1890, alors qu'il travaille au Metropolitan Opera de New York, il organise une saison spéciale de vingt-et-une représentation avec comme célébrités Adelina Patti, Emma Albani, Nordica ou encore Tamagno. Avec Abbey et Schoeffel, il forme l'association qui loue le Metropolitan entre 1891 et 1897. À la mort d'Abbey, la salle d'opéra est louée à la Maurice Grau Opera Company de 1898 à 1903.
En 1893, Maurice Grau prend sa retraite et s'installe à Paris.

### Les secrets du succès
Maurice Grau, en tant qu'impresario, connaissait parfaitement les goûts du public pour le domaine lyrique. Dans ce sens, il oriente le répertoire aux rôles favoris des grandes vedettes d'Europe. Ainsi, il ne fera jouer aucun des opéras de Richard Wagner jusqu'à ce que Frank Damrosch les fasse jouer, démontrant le goût du public américain pour les grands cycles wagnériens. C'est notamment par la popularité grandissante des opéras de Richard Wagner que va se faire la réussite financière des dernières saisons organisées par Maurice Grau.